# Elecciones generales de Turquía de 1961
Las elecciones generales se llevaron a cabo en Turquía el 15 de octubre de 1961, siendo celebradas durante el régimen militar de Cemal Gürsel tras el golpe de Estado del 27 de mayo de 1960. No se le permitió al anteriormente gobernante Partido Demócrata presentarse, y este se disolvió formalmente el día 29, dos semanas después de los comicios.
El resultado fue la primera victoria limpia e igualitaria del Partido Republicano del Pueblo (CHP) en toda su historia (luego de haber dominado el país como partido único entre 1923 y 1945) y sin tener en cuenta las primeras elecciones multipartidistas de 1946, en las que su victoria era obvia al tener control sobre los medios de comunicación. Sin embargo, el CHP solo obtuvo mayoría simple con 173 escaños de 450, mientras que el Partido de la Justicia (considerado sucesor ideológico del Partido Demócrata) recibió 158, siendo la primera elección de la historia del país en la que ningún partido obtenía mayoría absoluta.

## Resultados
| Partido                                 | Votos      | %    | Escaños | +/–   |
| --------------------------------------- | ---------- | ---- | ------- | ----- |
| Partido Republicano del Pueblo          | 3,724,752  | 36.7 | 173     | –5    |
| Partido de la Justicia                  | 3,527,435  | 34.8 | 158     | Nuevo |
| Partido Nacionalista Obrero Republicano | 1,415,390  | 14.0 | 54      | Nuevo |
| Partido Nueva Turquía                   | 1,391,934  | 13.7 | 65      | Nuevo |
| Independientes                          | 81,372     | 0.8  | 0       | –2    |
| Votos en blanco/inválidos               | 384,681    | –    | –       | –     |
| Total                                   | 10,522,716 | 100  | 450     | -152  |
| Fuentes: Nohlen et al.                  |            |      |         |       |